# Bežigradstadion
Het Bežigradstadion (Sloveens: Bežigrajski stadion, Stadion Bežigrad) is een voormalig voetbalstadion gelegen in de wijk Bežigrad in Ljubljana, Slovenië. Het stadion, ook bekend als het Bežigrad Centraal Stadion (Sloveens: Centralni Stadion Bežigrad of Centralni Stadion za Bežigradom), werd geopend in 1935 en in 2008 gesloten.
Het complex, een ontwerp van architect Jože Plečnik (1872-1957), fungeerde als thuishaven van NK Olimpija Ljubljana (opgericht in 1911), tot de opheffing van de Sloveense voetbalclub in 2004. De opvolger van de club met dezelfde naam ging spelen in het Stožice Stadion, dat in 2010 werd gebouwd. Het stadion werd jarenlang gebruikt door het Sloveens voetbalelftal, naast het Ljudski vrt-stadion in Maribor.
Naast sportevenementen hebben er ook concerten plaatsgevonden in het Bežigradstadion. Onder andere Depeche Mode, Placebo en Iron Maiden gaven hier optredens. Het hevig in verval geraakte Bežigradstadion opende zijn deuren op 21 juni 2013 nog eenmaal om de Red Summer Party te huisvesten.

## Interlands
In totaal werden 29 officiële A-interlands gespeeld in het Bežigrad Stadion.
| 1  | 27 september 1980 | Joegoslavië – Denemarken                | 2 – 1 | WK-kwalificatie |
| 2  | 26 mei 1990       | Joegoslavië – Spanje                    | 0 – 1 | Oefeninterland  |
| 3  | 11 oktober 1995   | Slovenië – Oekraïne                     | 3 – 2 | EK-kwalificatie |
| 4  | 15 november 1995  | Slovenië – Kroatië                      | 1 – 2 | EK-kwalificatie |
| 5  | 21 mei 1996       | Slovenië – Verenigde Arabische Emiraten | 2 – 2 | Oefeninterland  |
| 6  | 1 september 1996  | Slovenië – Denemarken                   | 0 – 2 | WK-kwalificatie |
| 7  | 10 november 1996  | Slovenië – Bosnië en Herzegovina        | 1 – 2 | WK-kwalificatie |
| 8  | 6 september 1997  | Slovenië – Griekenland                  | 0 – 3 | WK-kwalificatie |
| 9  | 11 oktober 1997   | Slovenië – Kroatië                      | 1 – 3 | WK-kwalificatie |
| 10 | 10 oktober 1998   | Slovenië – Noorwegen                    | 1 – 2 | EK-kwalificatie |
| 11 | 18 augustus 1999  | Slovenië – Albanië                      | 2 – 0 | EK-kwalificatie |
| 12 | 4 september 1999  | Slovenië – Georgië                      | 2 – 1 | EK-kwalificatie |
| 13 | 13 november 1999  | Slovenië – Oekraïne                     | 2 – 1 | EK-kwalificatie |
| 14 | 3 juni 2000       | Slovenië – Saoedi-Arabië                | 2 – 0 | Oefeninterland  |
| 15 | 11 oktober 2000   | Slovenië – Zwitserland                  | 2 – 2 | WK-kwalificatie |
| 16 | 28 maart 2001     | Slovenië – Joegoslavië                  | 1 – 1 | WK-kwalificatie |
| 17 | 2 juni 2001       | Slovenië – Luxemburg                    | 2 – 0 | WK-kwalificatie |
| 18 | 15 augustus 2001  | Slovenië – Roemenië                     | 2 – 2 | Oefeninterland  |
| 19 | 1 september 2001  | Slovenië – Rusland                      | 2 – 1 | WK-kwalificatie |
| 20 | 6 oktober 2001    | Slovenië – Faeröer                      | 3 – 0 | WK-kwalificatie |
| 21 | 10 november 2001  | Slovenië – Roemenië                     | 2 – 1 | WK-kwalificatie |
| 22 | 17 april 2002     | Slovenië – Tunesië                      | 1 – 0 | Oefeninterland  |
| 23 | 17 mei 2002       | Slovenië – Ghana                        | 2 – 0 | Oefeninterland  |
| 24 | 7 september 2002  | Slovenië – Malta                        | 3 – 0 | EK-kwalificatie |
| 25 | 2 april 2003      | Slovenië – Cyprus                       | 4 – 1 | EK-kwalificatie |
| 26 | 6 september 2003  | Slovenië – Israël                       | 3 – 1 | EK-kwalificatie |
| 27 | 10 september 2003 | Slovenië – Frankrijk                    | 0 – 2 | EK-kwalificatie |
| 28 | 19 november 2003  | Slovenië – Kroatië                      | 0 – 1 | EK-kwalificatie |
| 29 | 18 augustus 2004  | Slovenië – Servië en Montenegro         | 1 – 1 | Oefeninterland  |